# Niue
Niue (/ˈnjuːeɪ/, /niːˈjuːeɪ/; tiếng Niue: Niuē) là một quốc đảo tự trị có liên kết tự do với New Zealand. Nó nằm ở Nam Thái Bình Dương và là một phần của Polynesia, và cư dân đảo chủ yếu là người Polynesia. Hòn đảo thường được gọi là "The Rock", xuất phát từ tên truyền thống "Rock of Polynesia".
Niue nằm trong tam giác giữa Tonga, Samoa và Quần đảo Cook. Nó cách New Zealand 2.400 km (1.500 mi) về phía Đông Bắc và cách Tonga 604 km (375 mi) về phía Đông Bắc. Diện tích đất của Niue là khoảng 261,46 km2 (100,95 dặm vuông) và dân số của nó là 1.689 người trong cuộc điều tra dân số năm 2022. Niue là một trong những đảo san hô lớn nhất thế giới. Địa hình của đảo có hai cấp độ đáng chú ý. Tầng cao hơn được tạo thành từ một vách đá vôi chạy dọc theo bờ biển, với cao nguyên ở trung tâm hòn đảo cao khoảng 60 m (200 ft) so với mực nước biển. Tầng thấp hơn là một thềm ven biển rộng khoảng 0,5 km (0,3 dặm) và cao khoảng 25–27 mét (80–90 feet), dốc xuống và gặp biển ở những vách đá nhỏ. Một rạn san hô bao quanh hòn đảo, với rạn san hô lớn duy nhất nằm ở bờ biển miền Trung Tây, gần thủ đô Alofi. Niue được chia thành 14 làng (đô thị). Mỗi làng có một hội đồng bầu ra chủ tịch. Các làng đồng thời là khu vực bầu cử; mỗi làng cử một đại biểu đến Hội đồng Niue (quốc hội).
Là một phần của Vương quốc New Zealand, New Zealand thay mặt Niue tiến hành hầu hết các mối quan hệ ngoại giao. Người Niue là công dân của New Zealand và Vua Charles III là nguyên thủ quốc gia của Niue với tư cách là Vua của New Zealand. Khoảng 90% đến 95% người Niue sống ở New Zealand, cùng với khoảng 70% người nói tiếng Niue. Niue là một quốc gia song ngữ, với 30% dân số nói cả tiếng Niue và tiếng Anh. Tỷ lệ người nói tiếng Anh đơn ngữ chỉ là 11%, trong khi 46% là người nói tiếng Niue đơn ngữ.
Là một nhà nước dân chủ nhỏ, người Niue tổ chức các cuộc bầu cử lập pháp Niue 3 năm một lần. Niue không phải là thành viên của Liên Hợp Quốc (LHQ), nhưng các tổ chức của Liên Hợp Quốc đã chấp nhận tư cách là một quốc gia liên kết tự do tương đương với sự độc lập vì mục đích của luật pháp quốc tế. Như vậy, Niue là thành viên của một số cơ quan chuyên môn của Liên Hợp Quốc (chẳng hạn như UNESCO và WHO), và được mời cùng với quốc gia không phải thành viên Liên Hợp Quốc khác như Quần đảo Cook, tham dự các hội nghị mở của Liên Hợp Quốc dành cho "tất cả các quốc gia". Niue là thành viên của Cộng đồng Thái Bình Dương từ năm 1980.
Năm 2003, Niue trở thành quốc gia đầu tiên trên thế giới phủ sóng wifi toàn bộ lãnh thổ của mình. Ngày 7 tháng 3 năm 2020, Hiệp hội Bầu trời tối Quốc tế công nhận Niue là Quốc gia Bảo tồn Bầu trời tối đầu tiên.

## Lịch sử

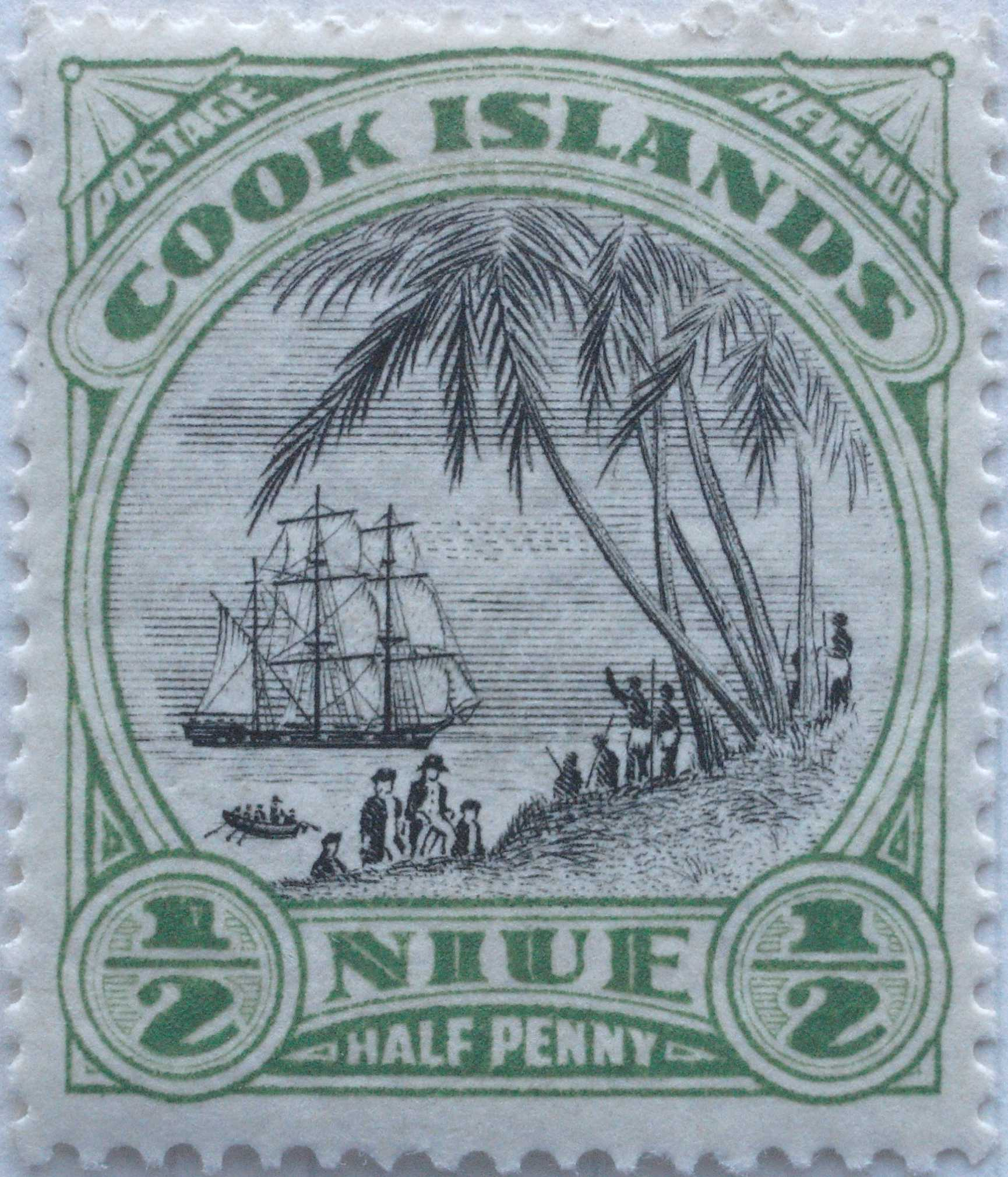
Một con tem năm 1932 của Niue có dòng chữ "Quần đảo Cook Niue".

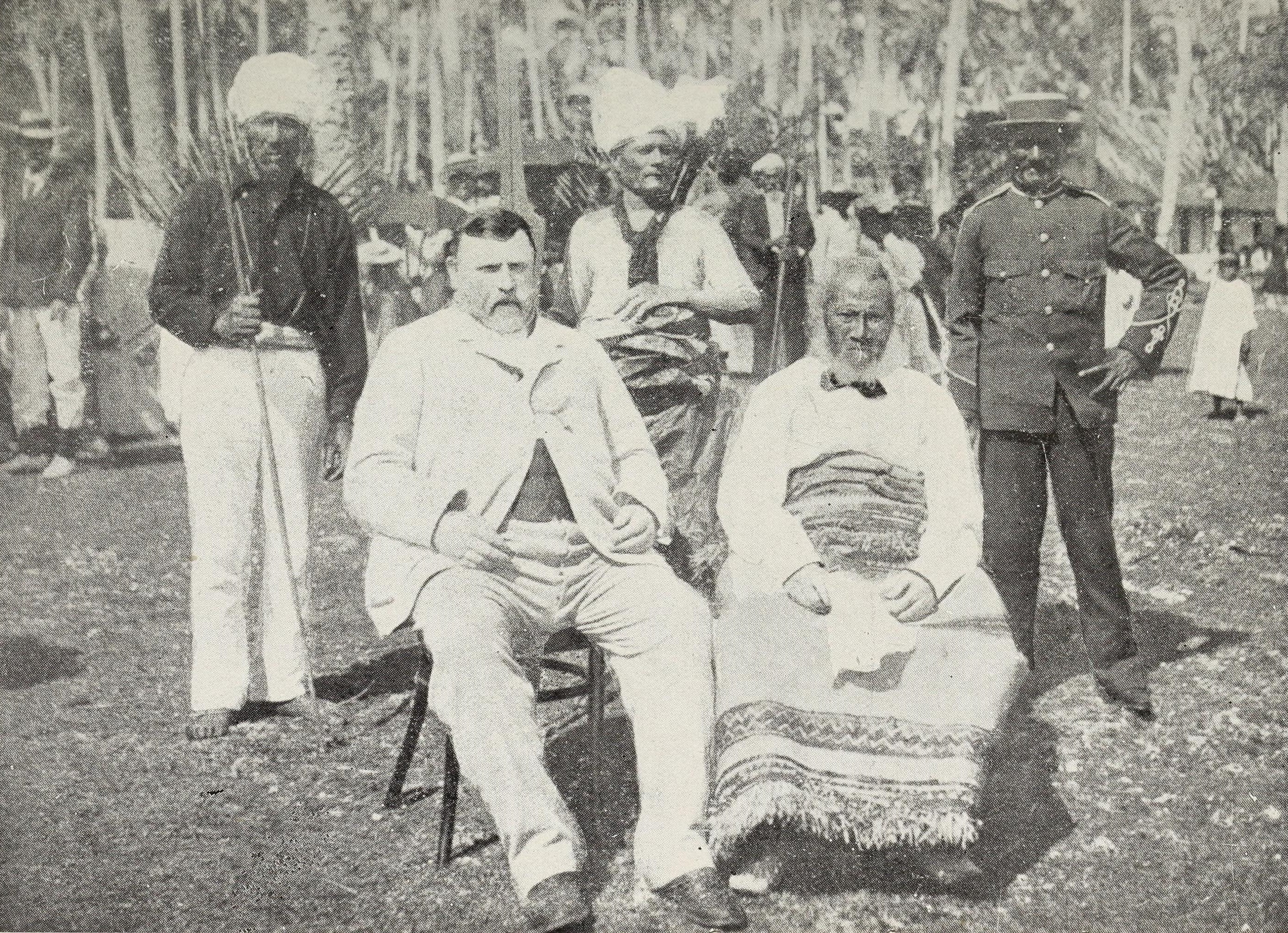
Thủ tướng New Zealand Richard Seddon và Quốc vương Niue, k. 1900

Người Polynesia từ Samoa định cư ở Niue vào khoảng năm 900 sau Công Nguyên. Những người định cư khác đến từ Tonga vào thế kỷ XVI.
Cho đến đầu thế kỷ XVIII, Niue dường như không có chính phủ quốc gia hay người lãnh đạo quốc gia; Các thủ lĩnh và người đứng đầu các gia tộc thực hiện quyền lực đối với các bộ phận dân cư. Sự kế thừa của patu-iki (các vị vua) cai trị, bắt đầu từ Puni-mata. Tui-toga, người trị vì từ năm 1875 đến 1887, là vị vua theo đạo Cơ đốc đầu tiên.
Những người châu Âu đầu tiên nhìn thấy Niue đã đi thuyền dưới sự chỉ huy của Thuyền trưởng James Cook vào năm 1774. Cook đã 3 lần cố gắng cập vào đảo nhưng người dân từ chối điều này. Ông đặt tên hòn đảo là "Đảo man rợ" (Savage Island) bởi vì, như truyền thuyết kể lại, những người bản địa "chào đón" ông được vẽ bằng thứ gì đó trông giống như máu. Chất trên răng của họ là hulahula, một loại màu đỏ của loài chuối fe'i bản địa. Trong vài thế kỷ tiếp theo, Niue được biết đến với cái tên Savage Island cho đến khi tên ban đầu của nó là "Niue", tạm dịch là "nhìn thấy cây dừa", được sử dụng lại.
Các tàu săn cá voi là một trong những du khách thường xuyên đến hòn đảo nhất vào thế kỷ XIX. Con tàu đầu tiên được ghi nhận là Fanny đến vào tháng 2 năm 1824. Con tàu săn cá voi cuối cùng được biết đến là Albatross, đến đảo vào tháng 11 năm 1899.
Những vị khách châu Âu đáng chú ý tiếp theo đại diện cho Hiệp hội Truyền giáo Luân Đôn; họ đã đến trên chiếc tàu Sứ giả Hòa bình. Sau nhiều năm cố gắng chiêu mộ một nhà truyền giáo châu Âu, họ bắt cóc một người Niue tên là Nukai Peniamina và đào tạo anh ta thành mục sư tại Trường Cao đẳng Thần học Malua ở Samoa. Peniamina trở lại vào năm 1846 trên tàu John Williams với tư cách là một nhà truyền giáo với sự giúp đỡ của Toimata Fakafitifonua. Cuối cùng ông đã được phép cập bến ở Uluvehi Mutalau sau khi một số nỗ lực ở các làng khác đều thất bại. Các trưởng làng Mutalau cho phép ông đến và cử hơn 60 chiến binh bảo vệ ông ngày đêm tại pháo đài ở Fupiu.
Vào tháng 7 năm 1849, Thuyền trưởng John Erskine đến thăm hòn đảo trên chiếc HMS Havannah.
Cơ đốc giáo lần đầu tiên được dạy cho người Mutalau trước khi nó lan rộng ra tất cả các làng trên đảo. Ban đầu các ngôi làng lớn khác phản đối việc du nhập Cơ đốc giáo và đã tìm cách giết Peniamina. Người dân làng Hakupu, mặc dù là ngôi làng cuối cùng tiếp nhận Cơ đốc giáo, đã đến và cầu xin một "lời của Chúa"; do đó, ngôi làng của họ được đổi tên thành "Ha Kupu Atua" có nghĩa là "bất kỳ lời nào của Chúa", hay gọi tắt là "Hakupu".
Năm 1889, những tộc trưởng và nhà cai trị Niue, trong một bức thư gửi Nữ vương Victoria, đã yêu cầu bà "hãy dang rộng bàn tay hùng mạnh của bà về phía chúng tôi để Niue có thể ẩn mình trong đó và được an toàn".  Sau khi bày tỏ lo lắng rằng một số quốc gia khác sẽ chiếm hữu hòn đảo, bức thư tiếp tục có nội dung như sau: "Chúng tôi để ngài làm điều mà ngài thấy là tốt nhất. Nếu ngài gửi lá cờ của Anh thì tốt; hoặc nếu ngài gửi một Ủy viên đến hãy ở giữa chúng tôi, điều đó sẽ tốt thôi". Người Anh ban đầu không chấp nhận lời đề nghị. Năm 1900, người dân Quần đảo Cook yêu cầu sáp nhập Niue "nếu có thể". Trong một tài liệu ngày 19 tháng 10 năm 1900, "Nhà vua" và các thủ lĩnh của Niue đồng ý cho "Nữ vương Victoria chiếm hữu hòn đảo này". Một công văn gửi tới Bộ trưởng Bộ Thuộc địa từ Thống đốc New Zealand đề cập đến quan điểm được các Thủ lĩnh bày tỏ ủng hộ việc "thôn tính" và coi tài liệu này là "chứng thư chuyển nhượng". Một chế độ bảo hộ của Anh đã được tuyên bố, nhưng nó chỉ tồn tại trong thời gian ngắn. Niue được đưa cho New Zealand tiếp quản vào ngày 11 tháng 6 năm 1901 theo cùng một Sắc lệnh và Tuyên bố như Quần đảo Cook. Lệnh giới hạn các hòn đảo mà nó liên quan bằng cách tham chiếu đến một khu vực ở Thái Bình Dương được mô tả bằng tọa độ, và Niue, ở 19,02 N., 169,55 W, nằm trong khu vực đó.
Quốc hội New Zealand khôi phục quyền tự trị ở Niue bằng Đạo luật Hiến pháp Niue năm 1974, sau cuộc trưng cầu dân ý về hiến pháp Niue năm 1974, trong đó người dân Niue có 3 lựa chọn: độc lập, tự trị hoặc tiếp tục là lãnh thổ của New Zealand. Đa số lựa chọn chế độ tự trị, và hiến pháp thành văn của Niue được ban hành như luật tối cao. Robert Rex, người sở hữu 2 dòng mái châu Âu và Polynesia, được Hội đồng Niue bầu làm Thủ tướng đầu tiên của Niue, một chức vụ mà ông giữ trong suốt 18 năm, cho đến khi qua đời. Năm 1984, Rex trở thành người Niue đầu tiên được phong tước hiệp sĩ của Anh.
Vào tháng 1 năm 2004, Bão Heta tấn công Niue, giết chết 2 người và gây thiệt hại lớn cho toàn bộ hòn đảo, bao gồm cả việc quét sạch phần lớn phía Nam thủ đô Alofi.
Vào ngày 7 tháng 3 năm 2020, Hiệp hội Bầu trời tối Quốc tế thông báo rằng Niue đã trở thành Quốc gia bảo tồn bầu trời tối đầu tiên. Vào ngày 29 tháng 9 năm 2022, Tổng thống Joe Biden tuyên bố rằng Hoa Kỳ sẽ công nhận Niue là một quốc gia có chủ quyền. Vào ngày 25 tháng 9 năm 2023, Tổng thống Biden tuyên bố công nhận và quan hệ ngoại giao Mỹ-Niue được thiết lập.

## Chính trị

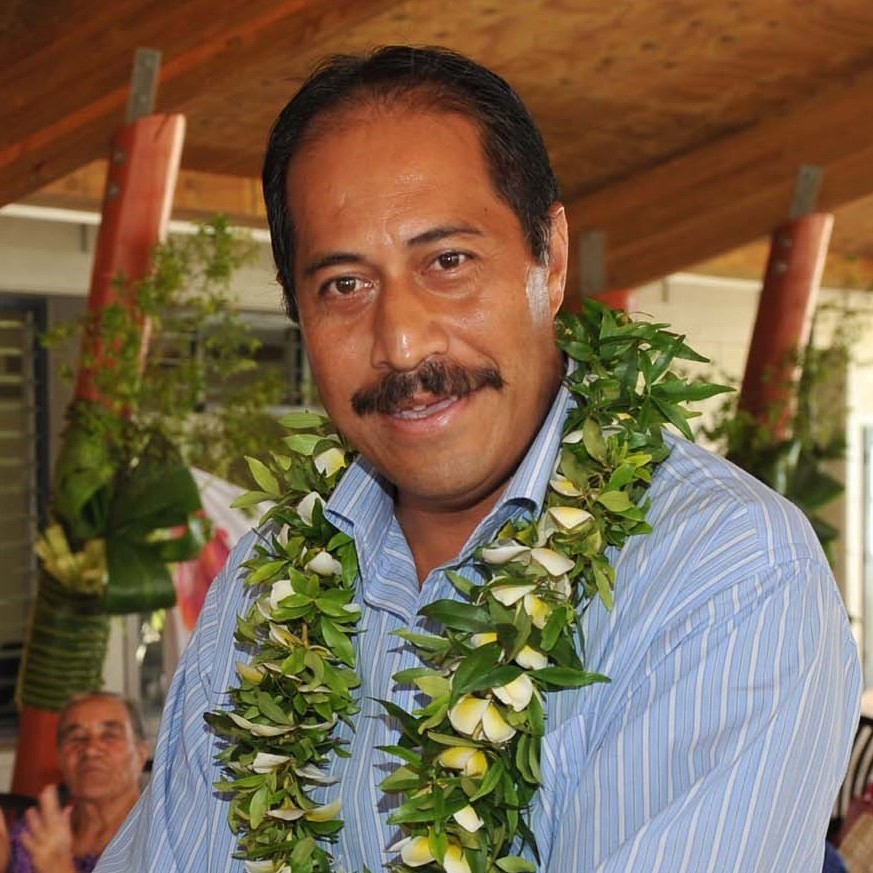
Thủ tướng Dalton Tagelagi

Đạo luật Hiến pháp Niue năm 1974 trao quyền hành pháp cho Quân chủ New Zealand và Toàn quyền New Zealand. Hiến pháp quy định rõ rằng thông lệ hàng ngày liên quan đến việc thực thi chủ quyền của Nội các chính phủ, bao gồm Thủ tướng (hiện là Dalton Tagelagi kể từ ngày 11 tháng 6 năm 2020) và 3 bộ trưởng khác. Thủ tướng và các bộ trưởng là thành viên của Hội đồng Niue, giữ vài trò là quốc hội của quốc đảo này.
Hội đồng bao gồm 20 thành viên, 14 người trong số họ được bầu bởi cử tri của mỗi khu vực bầu cử làng, và 6 người được bầu bởi tất cả cử tri đã đăng ký ở tất cả các khu vực bầu cử. Các đại cử tri phải là công dân New Zealand, cư trú ít nhất 3 tháng và các ứng cử viên phải là cử tri và cư trú trong 12 tháng. Mọi người sinh ra ở Niue đều phải đăng ký vào danh sách bầu cử.
Niue không có đảng phái chính trị; tất cả các thành viên Quốc hội đều độc lập. Đảng chính trị Niue duy nhất từng tồn tại là Đảng Nhân dân Niue (1987–2003), đã giành chiến thắng một lần (năm 2002) trước khi giải tán vào năm sau.
Hội đồng Lập pháp bầu ra một Chủ tịch làm quan chức đầu tiên trong phiên họp đầu tiên của Quốc hội sau cuộc bầu cử. Chủ tịch kêu gọi đề cử thủ tướng; ứng cử viên có số phiếu bầu cao nhất trong số 20 thành viên được bầu sẽ giữ ghế thủ tướng, và thủ tướng chọn ba thành viên khác để thành lập Nội các, cơ quan hành pháp của chính phủ. Cuộc tổng tuyển cử diễn ra 3 năm một lần, gần đây nhất là vào ngày 30 tháng 5 năm 2020.
Cơ quan tư pháp, độc lập với hành pháp và lập pháp, bao gồm Tòa án cấp cao và Tòa phúc thẩm, với các kháng cáo lên Ủy ban Tư pháp của Hội đồng Cơ mật ở London, Vương quốc Anh.

### Quốc phòng và ngoại giao
Niue đã hoạt động như một quốc gia tự trị trong Quốc gia liên kếtliên kết tự do với New Zealand kể từ ngày 3 tháng 9 năm 1974, khi người dân tán thành Hiến pháp trong một cuộc trưng cầu dân ý. Niue hoàn toàn chịu trách nhiệm về công việc nội bộ của mình. Quan điểm của Niue liên quan đến các mối quan hệ đối ngoại của nó ít rõ ràng hơn. Mục 6 của Đạo luật Hiến pháp Niue quy định rằng: "Không có điều gì trong Đạo luật này hoặc trong Hiến pháp sẽ ảnh hưởng đến trách nhiệm của Nữ vương bệ hạ New Zealand đối với các vấn đề đối ngoại và bảo vệ Niue." Phần 8 giải thích thêm nhưng vẫn chưa rõ ràng:
Các quy định tại mục 6 và 7 [liên quan đến các vấn đề đối ngoại, quốc phòng, hỗ trợ kinh tế và hành chính] của Đạo luật này sẽ có hiệu lực và đối với bất kỳ khía cạnh nào khác của mối quan hệ giữa New Zealand và Niue mà đôi khi có thể yêu cầu sự hợp tác tích cực giữa New Zealand và Niue sau khi tham vấn giữa Thủ tướng New Zealand và Thủ tướng Niue, và phù hợp với chính sách của Chính phủ hai nước; và, nếu thấy mong muốn rằng bất kỳ điều khoản nào được đưa ra trong luật Niue để thực hiện các chính sách này, thì điều khoản đó có thể được thực hiện theo cách thức được quy định trong Hiến pháp, nhưng không được thực hiện theo cách khác."
Niue có cơ quan đại diện (Cao ủy) ở thủ đô Wellington, New Zealand.
Ban đầu, quan hệ đối ngoại và quốc phòng của Niue là trách nhiệm của New Zealand.[66]: 207 Tuy nhiên, Niue dần dần bắt đầu phát triển quan hệ đối ngoại của riêng mình, độc lập với New Zealand.:207 However, Niue gradually began to develop its own foreign relations, independent of New Zealand.:208  Niue là thành viên của Diễn đàn Quần đảo Thái Bình Dương và của một số tổ chức khu vực và quốc tế. Nó không phải là thành viên của Liên Hợp Quốc, nhưng là một quốc gia thành viên Công ước Liên Hợp Quốc về Luật biển, Công ước khung Liên Hợp Quốc về Biến đổi Khí hậu, Hiệp ước Ottawa và Hiệp ước Rarotonga. Nước này trở thành quốc gia thành viên của UNESCO vào ngày 26 tháng 10 năm 1993. Nó thiết lập quan hệ ngoại giao với Cộng hòa Nhân dân Trung Hoa vào ngày 12 tháng 12 năm 2007. Thông cáo chung do Niue và Trung Quốc ký có sự khác biệt trong cách xử lý vấn đề Đài Loan so với cách mà New Zealand và Trung Quốc đồng ý trước đó. New Zealand "thừa nhận" lập trường của Trung Quốc về Đài Loan nhưng chưa bao giờ đồng ý rõ ràng với điều này, nhưng Niue "thừa nhận rằng trên thế giới chỉ có một Trung Quốc, Chính phủ Cộng hòa Nhân dân Trung Hoa là chính phủ hợp pháp duy nhất đại diện cho toàn bộ Trung Quốc và Đài Loan là một phần không thể tách rời của lãnh thổ Trung Quốc." Niue established diplomatic relations with India on 30 August 2012. Niue thiết lập quan hệ ngoại giao với Ấn Độ vào ngày 30 tháng 8 năm 2012.[69] Vào ngày 10 tháng 6 năm 2014, Chính phủ Niue tuyên bố Niue đã thiết lập quan hệ ngoại giao với Thổ Nhĩ Kỳ. Bộ trưởng Cơ sở hạ tầng danh dự Dalton Tagelagi đã chính thức hóa thỏa thuận tại cuộc họp Bộ trưởng Ngoại giao các quốc đảo nhỏ Thái Bình Dương ở Istanbul, Thổ Nhĩ Kỳ. Vào ngày 29 tháng 9 năm 2022, Tổng thống Joe Biden tuyên bố rằng Hoa Kỳ sẽ công nhận Niue là một quốc gia có chủ quyền. Vào ngày 25 tháng 9 năm 2023, Tổng thống Biden tuyên bố công nhận và quan hệ ngoại giao Mỹ-Niue được thiết lập.
Người dân Niue đã chiến đấu như một phần của quân đội New Zealand. Trong Thế chiến thứ nhất (1914–1918), Niue cử khoảng 200 binh sĩ thuộc Tiểu đoàn Tiên phong New Zealand (Māori) trong lực lượng New Zealand.
Niue không phải là một nước cộng hòa, nhưng trong nhiều năm, danh sách tên viết tắt quốc gia ISO (ISO 3166-1) đã liệt kê tên đầy đủ của nó là "Cộng hòa Niue". Trong bản tin ngày 14 tháng 7 năm 2011, ISO thừa nhận rằng đây là một sai lầm và từ "Cộng hòa" đã bị xóa khỏi danh sách tên quốc gia của ISO.
Niue không có lực lượng quân sự bản địa thường xuyên; quốc phòng là trách nhiệm của New Zealand. Lực lượng Phòng vệ New Zealand có trách nhiệm bảo vệ lãnh thổ cũng như vùng đặc quyền kinh tế ngoài khơi (EEZ). Tổng vùng đặc quyền kinh tế ngoài khơi của Niue là khoảng 317.500 km2 (122.600 dặm vuông). Các tàu của Hải quân Hoàng gia New Zealand có thể được sử dụng cho nhiệm vụ này, bao gồm cả các tàu tuần tra ngoài khơi thuộc lớp Protector. Các lực lượng hải quân này cũng có thể được hỗ trợ bởi máy bay của Không quân Hoàng gia New Zealand, bao gồm cả P-8 Poseidon. Lực lượng New Zealand cũng cung cấp thêm hậu cần và hỗ trợ chuyên biệt cho Niue.
Tuy nhiên, các lực lượng này bị giới hạn về quy mô, ví dụ như chỉ có lực lượng không quân thỉnh thoảng bay qua vùng EEZ. Năm 2023, lực lượng của New Zealand được Chính phủ mô tả là "không đủ sức" để ứng phó với các thách thức trong khu vực. "Tuyên bố Chiến lược và Chính sách Quốc phòng" được công bố sau đó của New Zealand lưu ý rằng việc định hình môi trường an ninh, "đặc biệt tập trung vào hỗ trợ an ninh trong và cho Thái Bình Dương" sẽ nhận được sự chú ý nhiều hơn.

## Địa lý

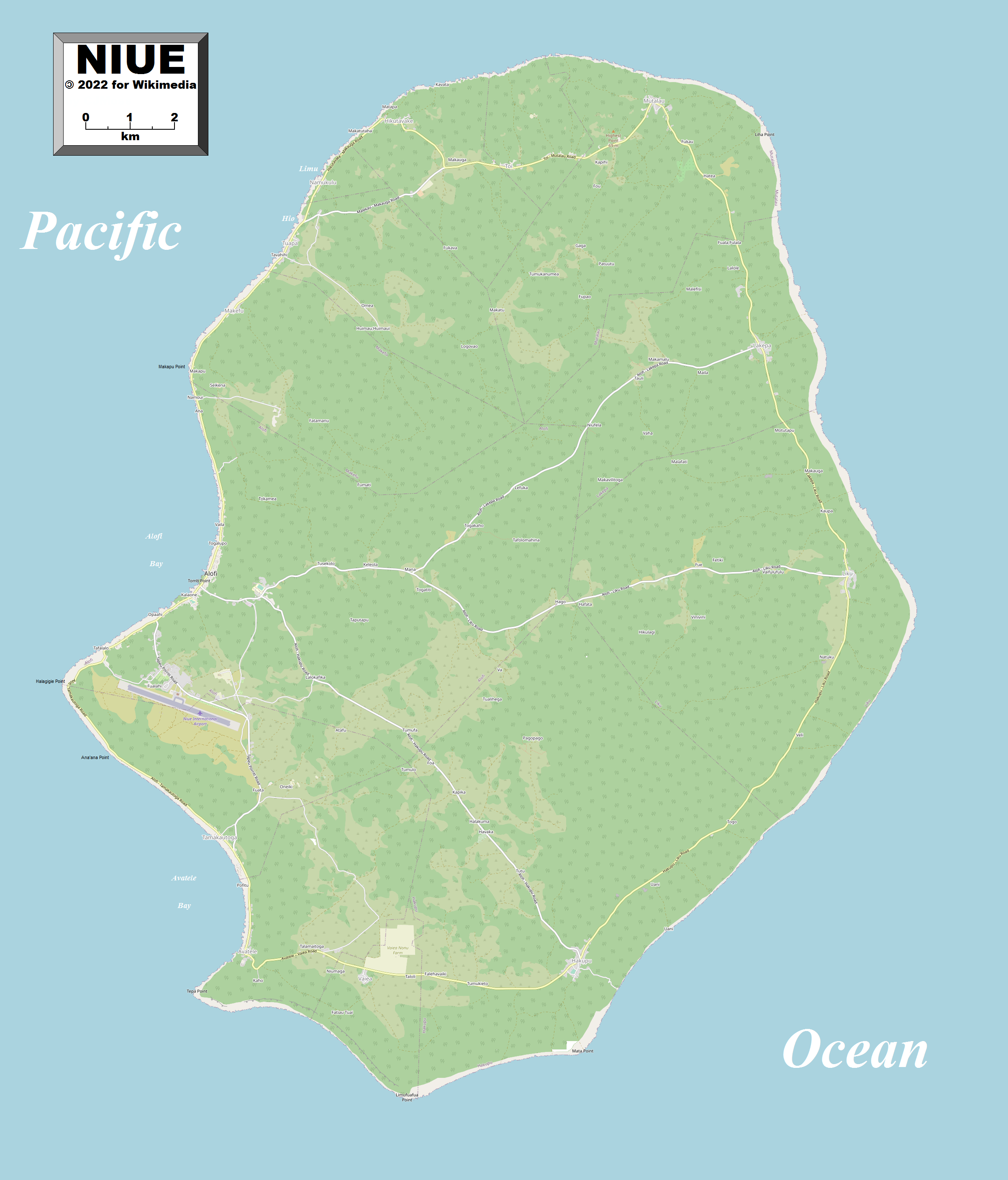
Bản đồ chi tiết của Niue

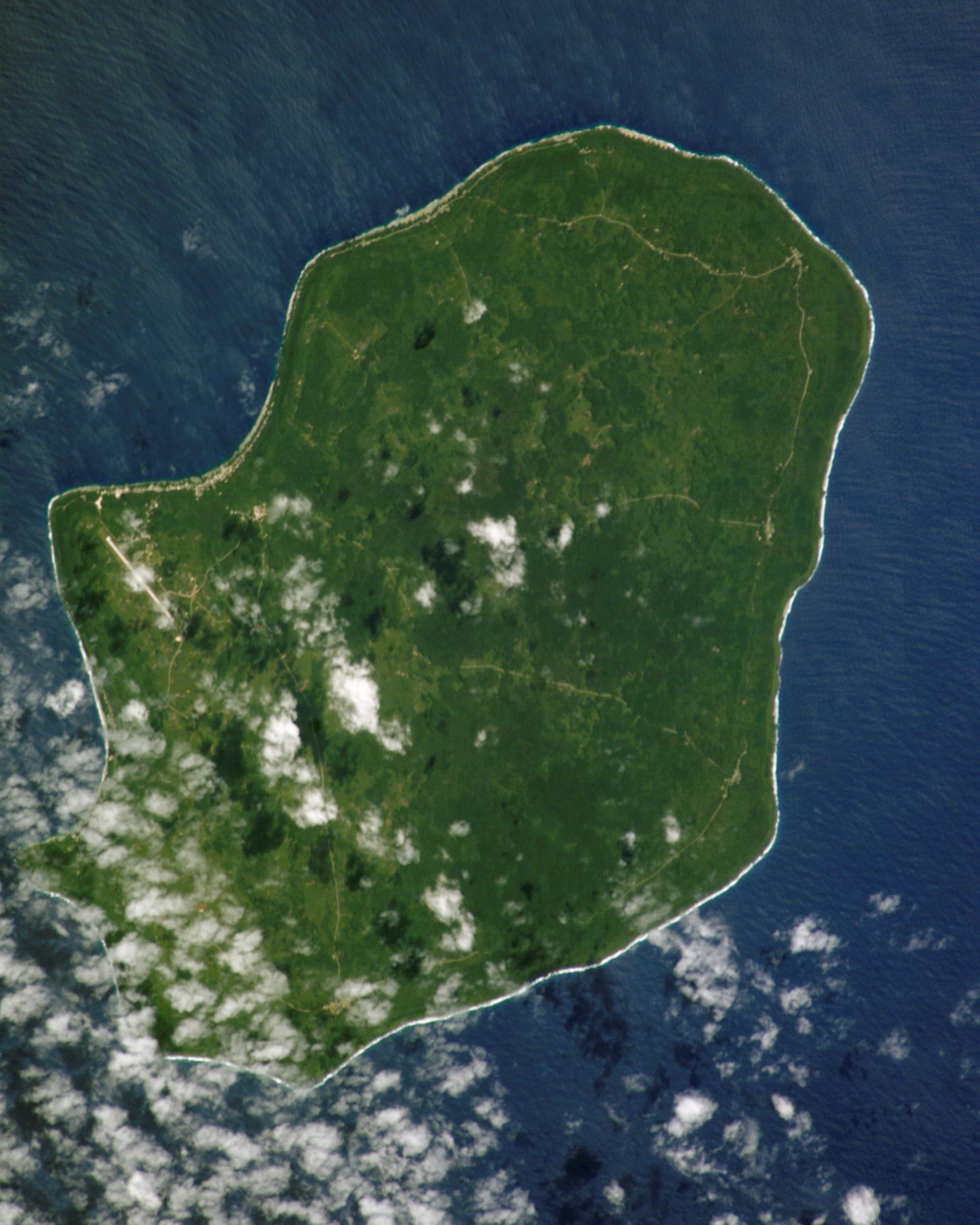
Hình ảnh vệ tinh của Niue ở Thái Bình Dương

Niue là một đảo san hô có diện tích 261,46 km2 (100,95 dặm vuông) toạ lạc ở phía Nam Thái Bình Dương, phía Đông Tonga. Có 3 rạn san hô xa xôi nằm trong Vùng đặc quyền kinh tế, không có bất cứ điểm nổi nào là đất hoặc đá:
- Rạn san hô Beveridge, 240 km (150 mi) về phía Đông Nam, đảo san hô ngập nước khô khi thủy triều xuống, 9,5 km (5,9 mi) theo hướng Bắc-Nam, 7,5 km (4,7 mi) Đông-Tây, tổng diện tích 56 km2 (22 dặm vuông), không có đất liền, khu vực đầm phá sâu 11 mét (36 ft).
- Rạn san hô Antiope, cách 180 km (110 mi) về phía Đông Bắc, một cao nguyên hình tròn có đường kính khoảng 400 mét (1.300 ft), với độ sâu tối thiểu 9,5 mét (31 ft).
- Rạn san hô Haran (còn gọi là Rạn san hô Harans), cách 294 km (183 mi) về phía Đông Nam.

Bên cạnh đó, Rạn san hô Albert Meyer, (dài và rộng gần 5 km (3,1 mi), độ sâu tối thiểu 3 m (9,8 ft), cách 326 km (203 mi) về phía Tây Nam) không được Niue chính thức tuyên bố chủ quyền, và sự tồn tại của Haymet Rocks ( 1.273 km (791 dặm) về phía Đông-Đông Nam) đang bị nghi ngờ.
Niue là một trong những hòn đảo san hô lớn nhất thế giới. Địa hình bao gồm các vách đá vôi dốc dọc theo bờ biển với cao nguyên trung tâm cao khoảng 60 mét (200 ft) so với mực nước biển. Một rạn san hô bao quanh hòn đảo, với rạn san hô lớn duy nhất nằm ở bờ biển miền Trung Tây, gần thủ đô Alofi. Một số hang động đá vôi xuất hiện gần bờ biển.
Hòn đảo có hình bầu dục gần giống (với đường kính khoảng 18 km (11 mi)), với hai vịnh lớn nằm ở bờ biển phía Tây, Vịnh Alofi ở trung tâm và Vịnh Avatele ở phía Nam. Giữa những nơi này là mũi đất Halagigie. Một bán đảo nhỏ, TePā Point (Blowhole Point), gần khu định cư Avatele ở phía Tây Nam. Hầu hết dân số cư trú gần bờ biển phía Tây, xung quanh thủ đô và ở phía Tây Bắc.
Một số loại đất có đặc điểm địa hóa rất khác thường. Chúng là những loại đất nhiệt đới bị phong hóa cực độ, có hàm lượng sắt và nhôm oxit (oxisol) và thủy ngân cao, đồng thời chứa hàm lượng phóng xạ tự nhiên cao. Hầu như không có uranium, nhưng có sự hiện diện các hạt nhân phóng xạ Th-230 và Pa-231 đứng đầu chuỗi phân rã. Đây là sự phân bố giống nhau của các nguyên tố được tìm thấy trong tự nhiên dưới đáy biển rất sâu, nhưng bằng chứng địa hóa cho thấy nguồn gốc của các nguyên tố này là do sự phong hóa khắc nghiệt của san hô và sự chìm xuống biển trong thời gian ngắn cách đây 120.000 năm. Hiện tượng nước trồi thu nhiệt, trong đó hơi nóng nhẹ của núi lửa hút nước biển sâu qua san hô xốp, gần như chắc chắn góp phần gây ra.
Không có ảnh hưởng xấu nào đến sức khỏe con người do phóng xạ hoặc các nguyên tố vi lượng khác được chứng minh, và các tính toán cho thấy mức độ phóng xạ có lẽ quá thấp để có thể phát hiện được trong cộng đồng. Những loại đất đặc biệt này rất giàu phosphat nhưng thực vật không thể tiếp cận được dưỡng chất này, vì chúng ở dạng sắt phosphat hoặc crandallite rất khó hòa tan. Người ta cho rằng các loại đất phóng xạ tương tự có thể tồn tại ở Lifou và Mare gần New Caledonia và Rennell ở Quần đảo Solomon, nhưng không có địa điểm nào khác được biết đến.
Theo Tổ chức Y tế Thế giới (WHO), người dân rõ ràng rất dễ bị ung thư da. Năm 2002, Niue báo cáo tỷ lệ tử vong do ung thư da là 2.482 trên 100.000 người - cao hơn nhiều so với bất kỳ quốc gia nào khác.
Niue được ngăn cách với New Zealand bởi Đường đổi ngày quốc tế. Sự chênh lệch múi giờ là 23 giờ trong mùa đông ở Nam bán cầu và 24 giờ khi New Zealand sử dụng Giờ tiết kiệm ánh sáng ban ngày.

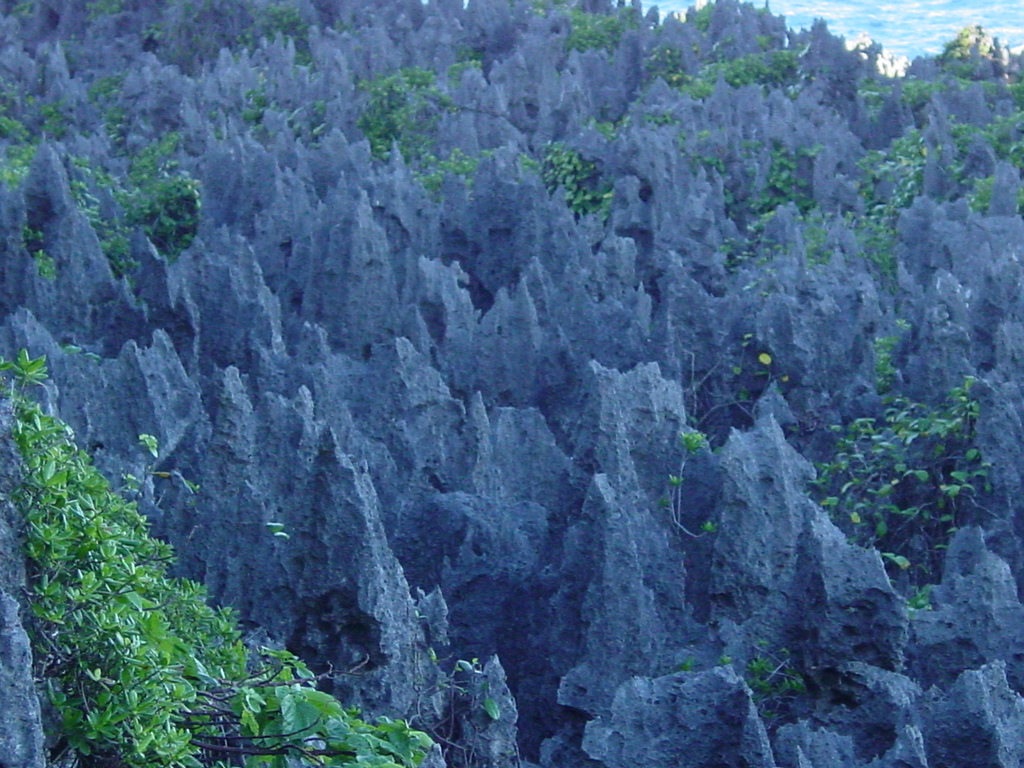
Vực san hô
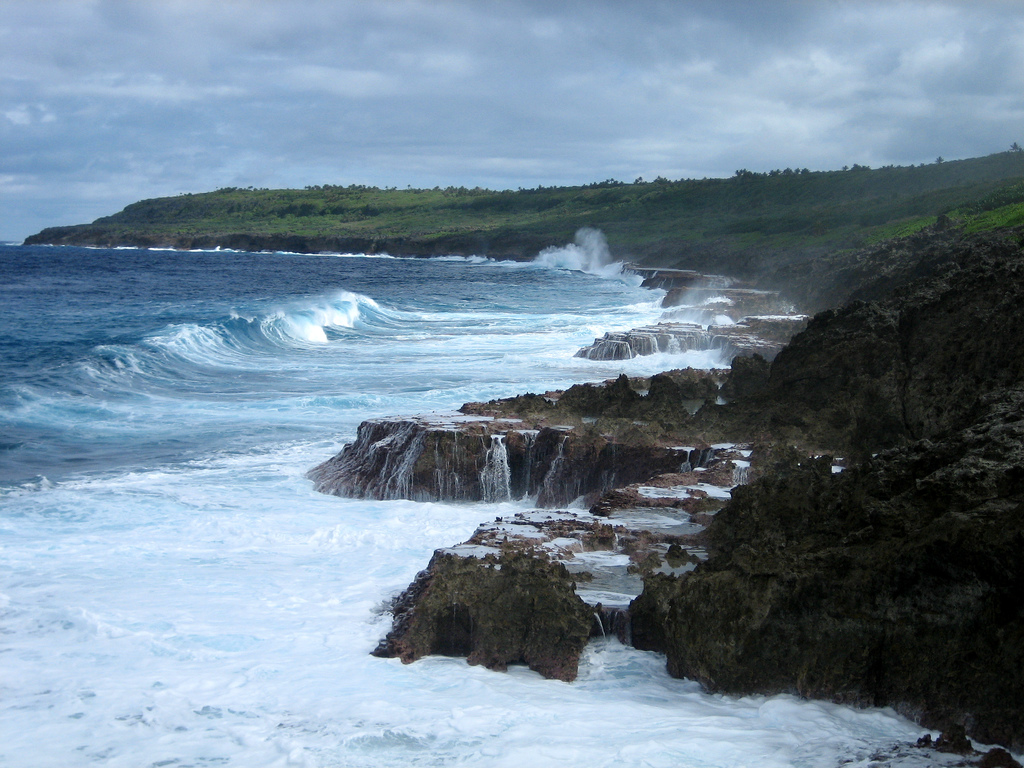
Đường bờ biển Niue
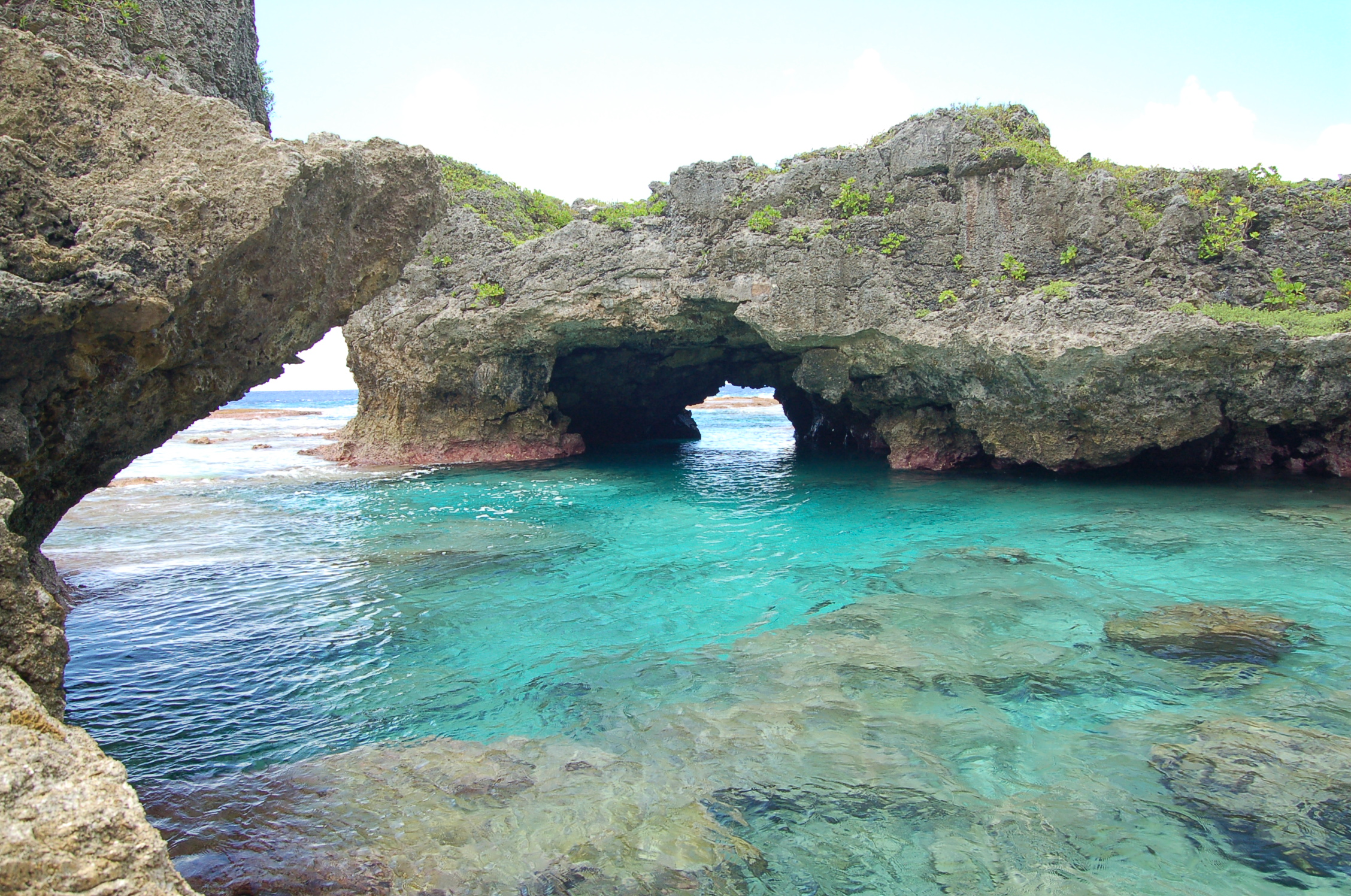
Vòm đá tự nhiên

### Khí hậu
Hòn đảo có khí hậu xích đạo (Af) theo phân loại khí hậu Köppen với nhiệt độ cao và lượng mưa quanh năm. Mặc dù không có mùa mưa hay mùa khô thực sự, nhưng có một khoảng thời gian ẩm ướt hơn đáng kể từ tháng 10 đến tháng 5.
| Dữ liệu khí hậu của Alofi               | Dữ liệu khí hậu của Alofi | Dữ liệu khí hậu của Alofi | Dữ liệu khí hậu của Alofi | Dữ liệu khí hậu của Alofi | Dữ liệu khí hậu của Alofi | Dữ liệu khí hậu của Alofi | Dữ liệu khí hậu của Alofi | Dữ liệu khí hậu của Alofi | Dữ liệu khí hậu của Alofi | Dữ liệu khí hậu của Alofi | Dữ liệu khí hậu của Alofi | Dữ liệu khí hậu của Alofi | Dữ liệu khí hậu của Alofi |
| Tháng                                   | 1                         | 2                         | 3                         | 4                         | 5                         | 6                         | 7                         | 8                         | 9                         | 10                        | 11                        | 12                        | Năm                       |
| --------------------------------------- | ------------------------- | ------------------------- | ------------------------- | ------------------------- | ------------------------- | ------------------------- | ------------------------- | ------------------------- | ------------------------- | ------------------------- | ------------------------- | ------------------------- | ------------------------- |
| Cao kỉ lục °C (°F)                      | 38 (100)                  | 38 (100)                  | 32 (90)                   | 36 (97)                   | 30 (86)                   | 32 (90)                   | 35 (95)                   | 37 (99)                   | 36 (97)                   | 31 (88)                   | 37 (99)                   | 36 (97)                   | 38 (100)                  |
| Trung bình ngày tối đa °C (°F)          | 28 (82)                   | 29 (84)                   | 28 (82)                   | 27 (81)                   | 26 (79)                   | 26 (79)                   | 25 (77)                   | 25 (77)                   | 26 (79)                   | 26 (79)                   | 27 (81)                   | 28 (82)                   | 27 (81)                   |
| Trung bình ngày °C (°F)                 | 26 (79)                   | 27 (81)                   | 26 (79)                   | 25 (77)                   | 25 (77)                   | 23 (73)                   | 22 (72)                   | 23 (73)                   | 23 (73)                   | 24 (75)                   | 25 (77)                   | 26 (79)                   | 25 (77)                   |
| Tối thiểu trung bình ngày °C (°F)       | 23 (73)                   | 24 (75)                   | 24 (75)                   | 23 (73)                   | 22 (72)                   | 21 (70)                   | 20 (68)                   | 20 (68)                   | 21 (70)                   | 21 (70)                   | 22 (72)                   | 23 (73)                   | 22 (72)                   |
| Thấp kỉ lục °C (°F)                     | 20 (68)                   | 20 (68)                   | 20 (68)                   | 14 (57)                   | 15 (59)                   | 13 (55)                   | 11 (52)                   | 11 (52)                   | 15 (59)                   | 15 (59)                   | 11 (52)                   | 17 (63)                   | 11 (52)                   |
| Lượng Giáng thủy trung bình mm (inches) | 261.6 (10.30)             | 253.6 (9.98)              | 305.6 (12.03)             | 202.6 (7.98)              | 138.2 (5.44)              | 88.9 (3.50)               | 96.4 (3.80)               | 105.8 (4.17)              | 102.4 (4.03)              | 123.8 (4.87)              | 145.5 (5.73)              | 196.2 (7.72)              | 2.018,4 (79.46)           |
| Nguồn: Weatherbase                      |                           |                           |                           |                           |                           |                           |                           |                           |                           |                           |                           |                           |                           |

### Hệ thực vật và động vật

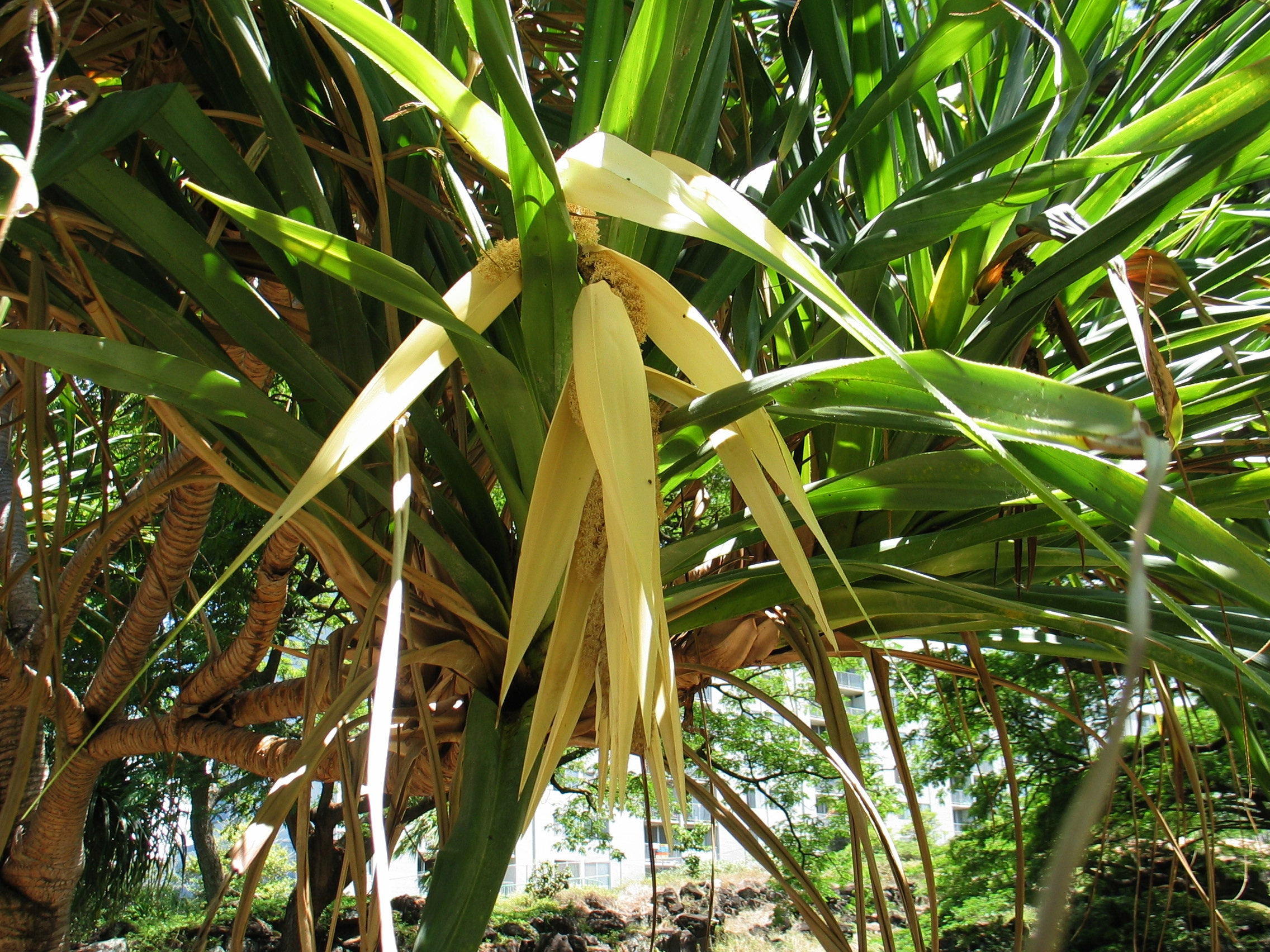
Pandanus

Niue là một phần của vùng sinh thái trên cạn rừng ẩm nhiệt đới Tongan. Hòn đảo này là nơi sinh sống của khoảng 60 loài thực vật bản địa hoặc tiền châu Âu và khoảng 160 loài thực vật có hoa đến từ nơi khác. So với các đảo Polynesia khác, Niue có rất ít tài liệu về những loài thực vật được tìm thấy trên đảo (hầu như không tìm thấy tài liệu nào giữa tài liệu của đoàn thủy thủ của James Cook năm 1774 và cuộc khảo sát thực vật trên đảo của Truman G. Yuncker vào năm 1940).
Khu bảo tồn rừng Huvalu có diện tích 5.400 ha (20 dặm vuông) ở phía Đông của hòn đảo. Nó được thành lập vào năm 1992 và bảo vệ diện tích rừng nguyên sinh lớn nhất ở Niue. Nó đã được BirdLife International chỉ định là Vùng chim quan trọng (IBA) vì nó hỗ trợ các quần thể bồ câu vương miện đỏ thẫm, lorikeet vương miện xanh, sáo Polynesia và sáo Polynesia.

## Nhân khẩu học
Số liệu thống kê nhân khẩu học sau đây được lấy từ The World Factbook cho đến năm 1980, số liệu từ năm 1981 trở đi là số liệu chính thức từ Niue Statscan tại các cuộc điều tra dân số liên quan.

### Dân số
| Năm  | Dân số | Ngày và tháng điều tra dân số |
| ---- | ------ | ----------------------------- |
| 1950 | 4,667  |                               |
| 1960 | 4,830  |                               |
| 1970 | 5,130  |                               |
| 1980 | 3,402  |                               |
| 1981 | 3,281  | 28 tháng 9                    |
| 1986 | 2,531  | 29 tháng 10                   |
| 1991 | 2,239  | 3 tháng 11                    |
| 1997 | 2,088  | 17 tháng 8                    |
| 2001 | 1,788  | 13 tháng 9                    |
| 2006 | 1,625  | 9 tháng 9                     |
| 2011 | 1,607  | 10 tháng 9                    |
| 2017 | 1,591  | 9 March                       |
| 2022 | 1,564  | 11 November                   |

### Tỷ lệ tăng dân số
- −0,03%

### Tên gọi
- Niuean(s) (danh từ)
- Niuean (tính từ)

### Các nhóm dân tộc
- Người Niue: 65,4%
- Có một phần dòng máu Niue: 14%
- Không phải người Niue: 20,6% (bao gồm 12% người châu Âu và châu Á và 8% người dân đảo Thái Bình Dương)

### Tôn giáo
- Ekalesia Niue (Nhà thờ Thiên chúa giáo giáo đoàn Niue – một nhà thờ Tin Lành được thành lập bởi các nhà truyền giáo từ Hiệp hội Truyền giáo Luân Đôn): 61,7%
- Giáo hội các Thánh hữu Ngày sau của Chúa Giêsu Kytô: 8,7%
- Giáo hội Công giáo: 8,4%
- Nhân Chứng Giê-hô-va: 2,7%
- Giáo hội Cơ Đốc Phục Lâm: 1,4%
- Tín ngưỡng khác: 8,2%
- Không tôn giáo: 8,9%

### Ngôn ngữ
- Tiếng Niue (chính thức): 46% (một ngôn ngữ Polynesia có liên quan chặt chẽ với Tongan và Samoa)
- Song ngữ Tiếng Niue và tiếng Anh: 32%
- Tiếng Anh (chính thức): 11%
- Song ngữ tiếng Niue với 1 ngôn ngữ khác: 5%,
- Ngôn ngữ khác: 6%

## Văn hoá

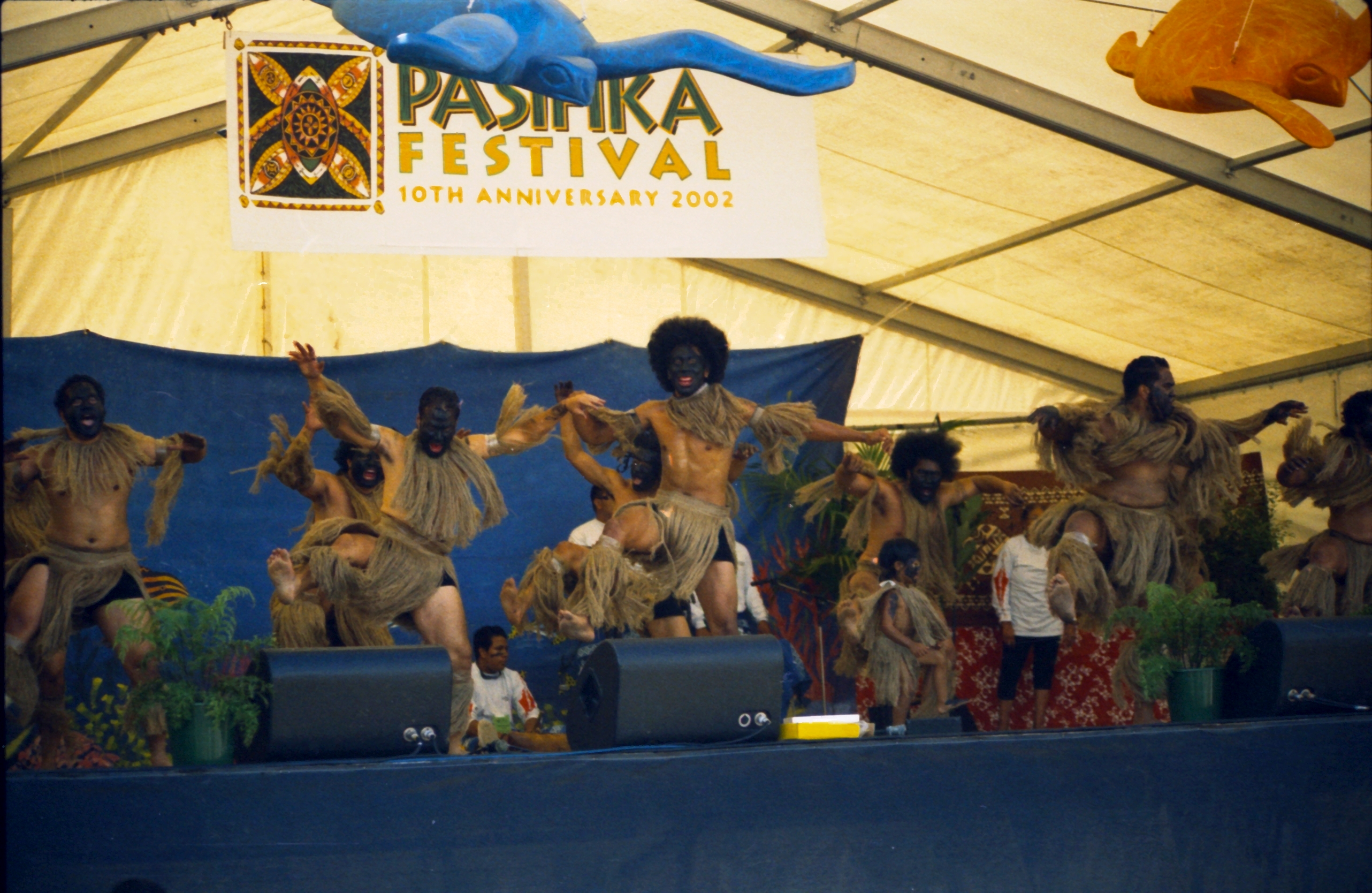
Các vũ công người Niue tại Lễ hội Pasifika

Niue là nơi sinh của nghệ sĩ và nhà văn người New Zealand John Pule. Là tác giả của The Shark That Ate the Sun, ông cũng vẽ các thiết kế lấy cảm hứng từ vải tapa trên canvas. Năm 2005, ông đồng sáng tác Hiapo: Past and Present in Niuean Barkcloth, một nghiên cứu về loại hình nghệ thuật truyền thống của người Niue, với nhà văn và nhà nhân chủng học người Úc Nicholas Thomas. Matafetu Smith thành lập nhóm dệt vải Niue đầu tiên dành cho phụ nữ ở Auckland.
Taoga Niue là cơ quan Chính phủ mới chịu trách nhiệm bảo tồn văn hóa, truyền thống và di sản. Nhận thức được tầm quan trọng của nó, Chính phủ đã bổ sung Taoga Niue làm trụ cột thứ 6 của Kế hoạch chiến lược tích hợp Niue (NISP).

### Truyền thông
Niue có hai cơ quan phát sóng, Television Niue và Radio Sunshine, do Broadcasting Corporation of Niue quản lý và điều hành, và một tờ báo, Niue Star.

### Bảo tàng
Năm 2004, Bảo Heta đã phá hủy Trung tâm Văn hóa & Bảo tàng Huanaki. Thiệt hại dẫn đến việc các tòa nhà bị phá hủy nhưng hơn 90% bộ sưu tập của bảo tàng cũng bị mất. Năm 2018, Bảo tàng Fale Tau Tāoga được khai trương, một bảo tàng quốc gia mới cho Niue.

### Ẩm thực
Do vị trí của đảo và thực tế là Niue sản xuất nhiều loại trái cây và rau quả, các sản phẩm tự nhiên của địa phương, đặc biệt là dừa, đặc trưng trong nhiều món ăn của đảo cũng như hải sản tươi sống.

## Kinh tế

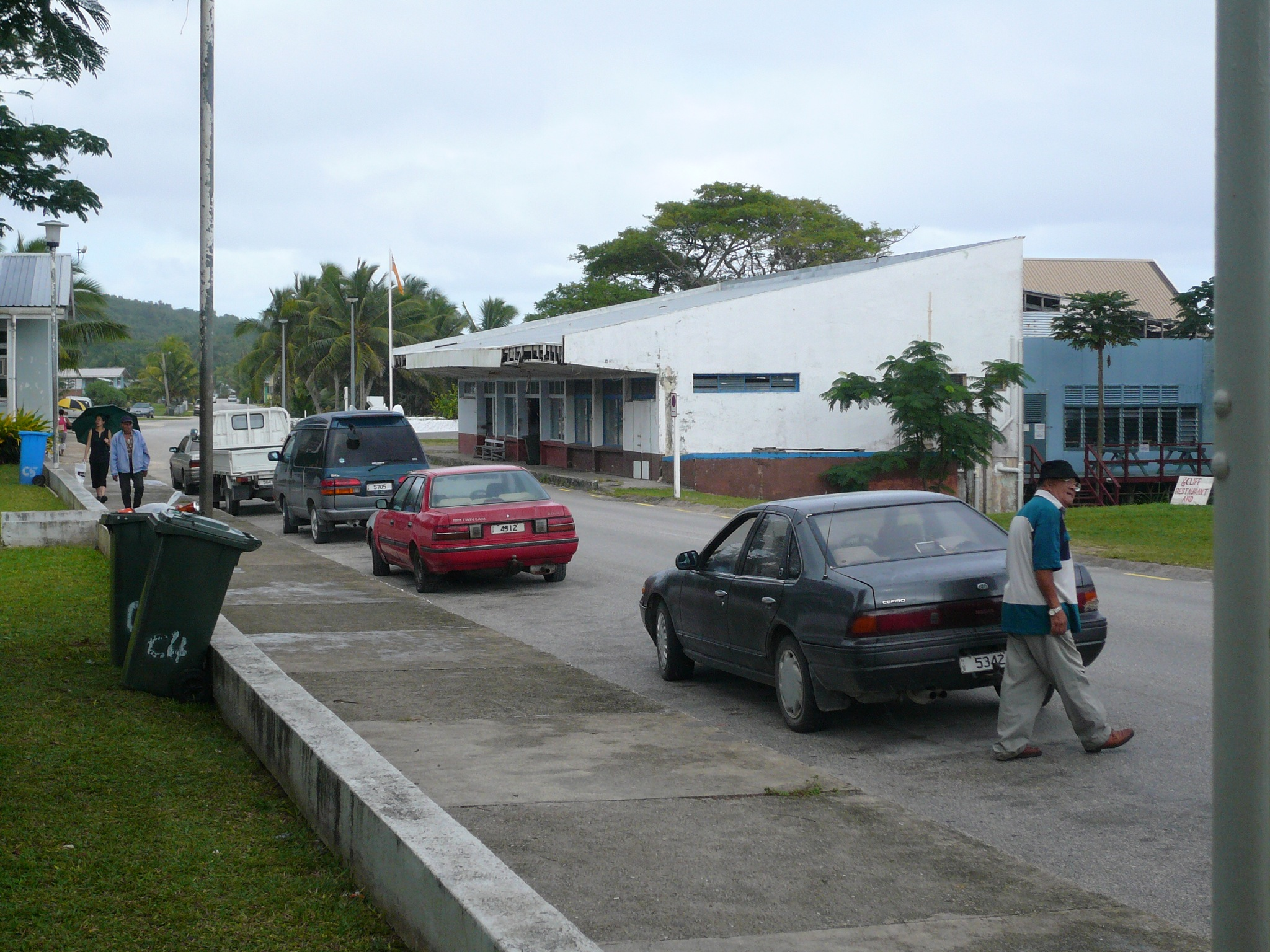
Alofi, Thủ đô của Niue.

Tổng sản phẩm quốc nội (GDP) của Niue là 17 triệu đô la New Zealand năm 2003, hay 10 triệu đô la Mỹ tính theo sức mua tương đương. GDP của nước này đã tăng lên 24,9 triệu USD vào năm 2016. Niue sử dụng đồng đô la New Zealand làm tiền tệ chính thức.
Kế hoạch chiến lược tích hợp Niue (NISP) là kế hoạch phát triển quốc gia, đặt ra các ưu tiên phát triển quốc gia. Bão Heta đã khiến hòn đảo này lùi lại khoảng 2 năm so với thời hạn dự kiến thực hiện NISP, vì nỗ lực quốc gia tập trung vào nỗ lực phục hồi. Năm 2008, Niue vẫn chưa bình phục hoàn toàn. Sau Heta, chính phủ đã đưa ra cam kết lớn nhằm khôi phục và phát triển khu vực tư nhân. Năm 2004, chính phủ New Zealand đã phân bổ 1 triệu đô la cho khu vực tư nhân, và chi số tiền đó để giúp đỡ các doanh nghiệp bị tàn phá bởi lốc xoáy và xây dựng Khu công nghiệp Fonuakula. Khu công nghiệp này hiện đã hoàn thành và một số các doanh nghiệp đã hoạt động từ đó. Khu công nghiệp Fonuakula được quản lý bởi Phòng Thương mại Niue, một tổ chức phi lợi nhuận cung cấp dịch vụ tư vấn cho các doanh nghiệp.

#### Hợp tác
Chính phủ và Tập đoàn Reef từ New Zealand đã bắt đầu hai liên doanh vào năm 2003 và 2004 để phát triển nghề cá và sản xuất nước ép quả Nhàu (noni) rộng 120 ha (300 mẫu Anh). Quả nhàu có danh pháp khoa học hai phần là Morinda citrifolia, một loại cây nhỏ có quả ăn được. Niue Fishprocessers Ltd (NFP) là công ty liên doanh chế biến cá tươi, chủ yếu là cá ngừ (vây vàng, mắt to và cá ngừ vây dài), để xuất khẩu ra thị trường nước ngoài. NFP vận hành một nhà máy cá hiện đại ở Nam Amanau Alofi, hoàn thành và khai trương vào tháng 10 năm 2004.

#### Buôn bán
Niue đang đàm phán các hiệp định thương mại tự do với các quốc gia Thái Bình Dương khác, Thương mại Dịch vụ PICTA (PICTA TIS), Hiệp định hợp tác kinh tế với Liên minh Châu Âu và PACERPlus với Úc và New Zealand. Văn phòng Cố vấn trưởng Thương mại (OCTA) đã được thành lập để hỗ trợ Niue và các nước Thái Bình Dương khác trong quá trình đàm phán PACERPlus.

#### Khai thác mỏ
Vào tháng 8 năm 2005, một công ty khai thác mỏ của Úc, Yamarna Goldfields, cho rằng Niue có thể có trữ lượng uranium lớn nhất thế giới. Đến đầu tháng 9, những hy vọng này được coi là quá lạc quan, và vào cuối tháng 10, công ty đã hủy bỏ kế hoạch của mình, thông báo rằng hoạt động khoan thăm dò không xác định được giá trị thương mại. Ủy ban Chứng khoán và Đầu tư Úc đã đệ đơn tố cáo vào tháng 1 năm 2007 đối với hai giám đốc của công ty, hiện được gọi là Mining Projects Group Ltd, cáo buộc rằng hành vi của họ là lừa đảo và họ đã tham gia vào giao dịch nội gián. Vụ việc này được giải quyết bên ngoài tòa án vào tháng 7 năm 2008, cả hai bên đều rút lại yêu sách của mình.

### Nông nghiệp

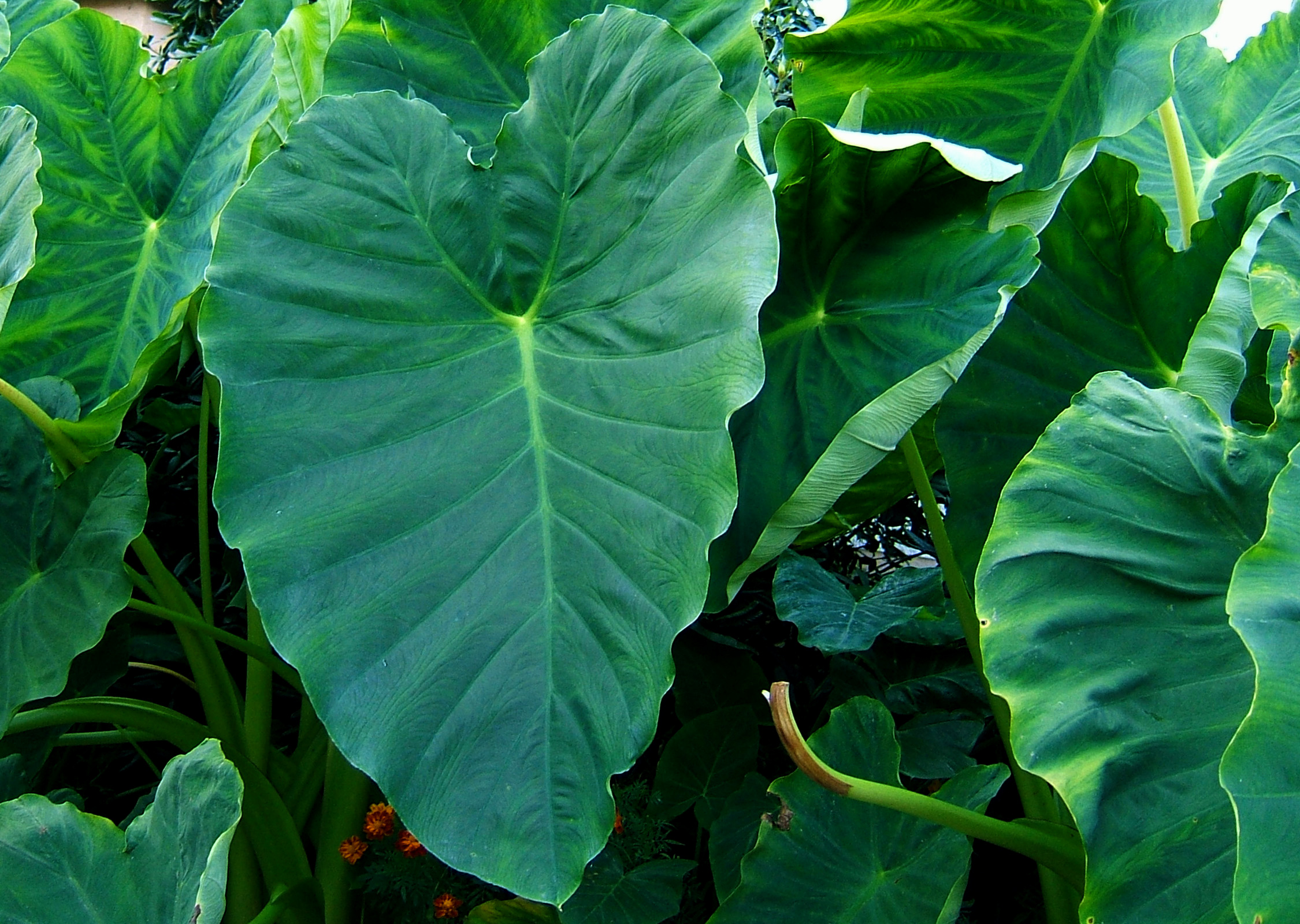
Khoai môn hồng được trồng trên đảo Niue và là thực phẩm chủ yếu của người dân trên đảo, nó cũng là sản phẩm chủ lực xuất khẩu

Nông nghiệp rất quan trọng đối với lối sống và nền kinh tế của người dân Niue, và có khoảng 204 km2 diện tích đất dành cho nông nghiệp. Nông nghiệp tự cung tự cấp là một phần quan trọng trong văn hóa của Niue, nơi gần như tất cả các hộ gia đình đều trồng khoai môn. Khoai môn là thực phẩm chủ yếu và khoai môn hồng hiện chiếm ưu thế trên thị trường khoai môn ở New Zealand và Úc là sản phẩm của Niue. Đây là một trong những giống khoai môn xuất hiện tự nhiên ở Niue và có khả năng kháng sâu bệnh tốt. Khoai môn Niue được biết đến ở Samoa với tên gọi "talo Niue" và trên thị trường quốc tế với tên gọi khoai môn hồng. Niue xuất khẩu khoai môn sang New Zealand. Khoai mì hoặc sắn, khoai mỡ và kumara cũng phát triển rất tốt, cũng như các loại chuối khác nhau. Thịt dừa, chanh dây và chanh thống trị xuất khẩu trong những năm 1970, nhưng năm 2008 thì vani, nhàu và khoai môn là những mặt hàng xuất khẩu chính.
Hầu hết các gia đình đều tự trồng cây lương thực để tự cung tự cấp và bán sản phẩm dư thừa của mình tại Niue Makete ở Alofi hoặc xuất khẩu sang New Zealand. Cua dừa hay còn gọi là uga cũng là một phần của chuỗi thức ăn; nó sống trong rừng và vùng ven biển.
Năm 2003, chính phủ đã cam kết phát triển và mở rộng sản xuất vani với sự hỗ trợ của NZAID. Vani đã mọc hoang ở Niue từ lâu. Ngành công nghiệp này bị tàn phá bởi Bão Heta vào đầu năm 2004, nhưng sau đó đã phục hồi.
Cuộc điều tra dân số nông nghiệp gần đây nhất là vào năm 1989.

### Du lịch

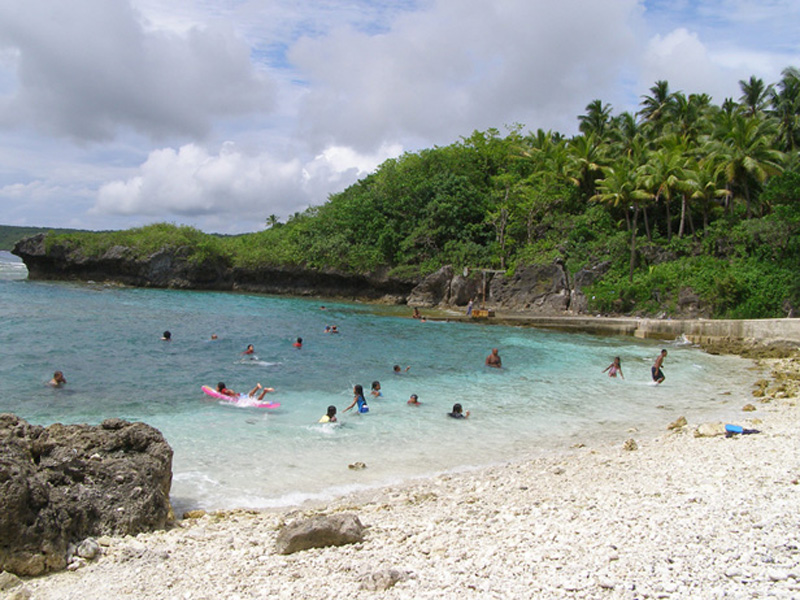
Bãi biển Avatele

Du lịch là một trong ba ngành kinh tế được ưu tiên phát triển (hai ngành còn lại là thủy sản và nông nghiệp). Năm 2006, chi tiêu ước tính của du khách đạt 1,6 triệu USD (tương đương khoảng 2 triệu USD vào năm 2022) khiến du lịch trở thành ngành công nghiệp chính của Niue. Niue sẽ tiếp tục nhận được sự hỗ trợ trực tiếp từ chính phủ và các cơ quan tài trợ nước ngoài. Sân bay duy nhất trên đảo là Sân bay Quốc tế Niue. Air New Zealand là hãng hàng không duy nhất bay 2 lần mỗi tuần từ Auckland đến đảo. Vào đầu những năm 1990, Sân bay Quốc tế Niue được phục vụ bởi một hãng hàng không địa phương, Niue Airlines, nhưng nó đóng cửa vào năm 1992.
Có chiến lược phát triển du lịch nhằm tăng số lượng phòng dành cho khách du lịch ở mức bền vững. Niue đang cố gắng thu hút các nhà đầu tư nước ngoài đầu tư vào ngành du lịch bằng cách đưa ra các ưu đãi về thuế nhập khẩu và thuế doanh nghiệp. Doanh nhân người New Zealand là Earl Hagaman, người sáng lập Tập đoàn khách sạn Scenic, đã được trao hợp đồng vào năm 2014 để quản lý Khu nghỉ dưỡng Matavai ở Niue sau khi ông quyên góp chính trị 101.000 USD cho Đảng Quốc gia New Zealand, lúc đó đang lãnh đạo một chính phủ thiểu số ở New Zealand. Khu nghỉ dưỡng này được New Zealand trợ cấp nhằm thúc đẩy du lịch ở đó. Năm 2015, New Zealand công bố tài trợ bổ sung 7,5 triệu USD để mở rộng khu nghỉ dưỡng. Việc lựa chọn nhà thầu Matavai được thực hiện bởi Niue Tourism Property Trust, đơn vị được Bộ trưởng Ngoại giao New Zealand Murray McCully bổ nhiệm. Thủ tướng John Key cho biết ông không xử lý các khoản quyên góp cho chiến dịch tranh cử và Thủ tướng Niue Toke Talagi từ lâu đã theo đuổi du lịch như một chiến lược tăng trưởng. McCully phủ nhận bất kỳ mối liên hệ nào giữa khoản tài trợ, viện trợ nước ngoài và việc lựa chọn nhà thầu.
Niue trở thành quốc gia Bảo vệ bầu trời tối đầu tiên trên thế giới, được công nhận vào tháng 3 năm 2020. Toàn bộ hòn đảo duy trì các tiêu chuẩn phát triển ánh sáng và hạn chế ô nhiễm ánh sáng. Du khách sẽ có thể tận hưởng các chuyến tham quan Astro có hướng dẫn viên do các thành viên cộng đồng Niue đã qua đào tạo hướng dẫn. Các điểm quan sát được sử dụng để ngắm cá voi và tiếp cận biển cũng như các con đường đi qua đảo là những địa điểm quan sát lý tưởng.
Mùa chèo thuyền bắt đầu vào tháng 5. Vịnh Alofi có nhiều phao neo và thuyền viên có thể nghỉ tại Niue Backpackers. Khu neo đậu ở Niue là một trong những nơi ít được bảo vệ nhất ở Nam Thái Bình Dương. Những thách thức khác của nơi neo đậu chủ yếu là đáy san hô và nhiều điểm sâu. Phao neo được gắn vào phao lưới để hỗ trợ dây neo khỏi các vật cản dưới đáy biển.

### Nợ công
Vào ngày 27 tháng 10 năm 2016, Niue chính thức tuyên bố rằng toàn bộ nợ chính phủ đã được trả hết. Chính phủ có kế hoạch chi số tiền tiết kiệm được từ các khoản vay để tăng lương hưu và đưa ra các ưu đãi để thu hút người Niue đang ở nước ngoài trở về đảo. Tuy nhiên, Niue không hoàn toàn độc lập. New Zealand trả 14 triệu USD viện trợ mỗi năm và Niue vẫn phụ thuộc vào New Zealand về mặt kinh tế. Thủ tướng Toke Talagi cho biết Niue đã trả được khoản nợ 4 triệu USD và "không có hứng thú" vay lại, đặc biệt là từ các cường quốc như Trung Quốc.

### Công nghệ thông tin

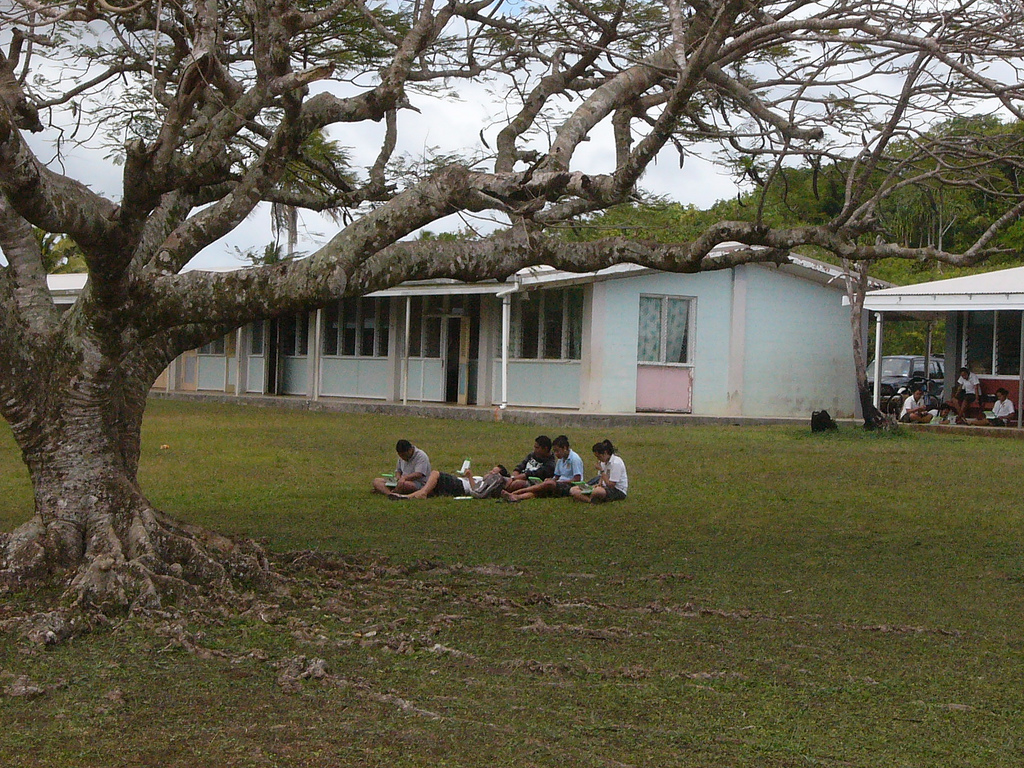
Học sinh sử dụng máy tính xách tay OLPC trong sân trường.

Điều tra dân số và hộ gia đình năm 1986 là cuộc điều tra đầu tiên được xử lý bằng máy tính cá nhân với sự hỗ trợ của David Marshall, Cố vấn của FAO về Thống kê Nông nghiệp, cố vấn cho Nhà nhân khẩu học của UNFPA, Tiến sĩ Lawrence Lewis và Nhà thống kê Chính phủ Niue Bill Vakaafi Motufoou chuyển từ sử dụng cách lập bảng thủ công thẻ. Năm 1987, Thống kê Niue sử dụng máy tính cá nhân mới NEC PC AT để xử lý dữ liệu điều tra dân số năm 1986; nhân viên đã được cử đi đào tạo ở Nhật Bản và New Zealand để sử dụng máy tính mới. Chính sách máy tính đầu tiên được phát triển và thông qua vào năm 1988.
Năm 2003, Niue trở thành quốc gia đầu tiên trên thế giới cung cấp [[Internet không dây do nhà nước tài trợ cho toàn bộ người dân.
Vào tháng 8 năm 2008, có thông tin cho rằng tất cả học sinh trong các trường trên đảo đều có OLPC XO, một máy tính xách tay chuyên dụng của dự án Một laptop cho mỗi trẻ em được thiết kế cho trẻ em ở các nước đang phát triển. Niue cũng là địa điểm thử nghiệm dự án OpenBTS, nhằm mục đích cung cấp các trạm gốc GSM chi phí thấp được xây dựng bằng phần mềm nguồn mở. Vào tháng 7 năm 2011, Telecom Niue đã ra mắt dịch vụ di động trả trước (Voice/EDGE – 2.5G) dưới tên Rokcell Mobile dựa trên sản phẩm GSM thương mại của nhà cung cấp Lemko. Ba trạm BTS sẽ phủ sóng trên toàn quốc. Chuyển vùng quốc tế hiện không có sẵn.
Vào tháng 1 năm 2015, Telecom Niue đã hoàn thành việc lắp đặt cáp quang quanh Niue kết nối tất cả 14 ngôi làng, cung cấp điện thoại cố định và kết nối Internet ADSL cho các hộ gia đình.
Niue được kết nối với Cáp quang Manatua One Polynesia vào năm 2021.

## Thể thao

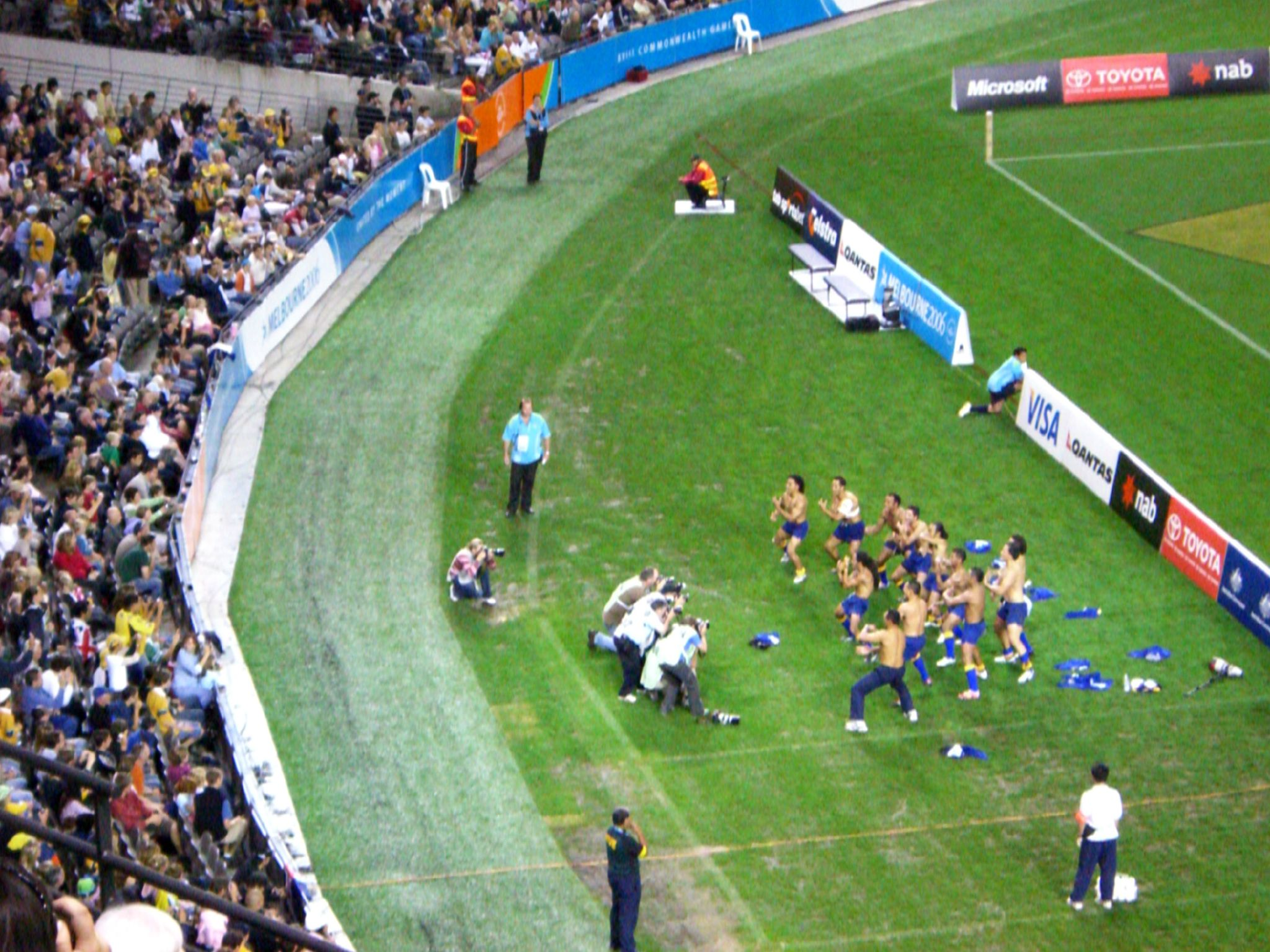
Đội Niue Sevens biểu diễn takalo

Mặc dù là một quốc đảo nhỏ nhưng một số môn thể thao lại được ưa chuộng và nổi tiếng. Bóng bầu dục liên hiệp là môn thể thao phổ biến nhất, được cả nam và nữ chơi; Niue là nhà vô địch Giải vô địch bóng bầu dục nam châu Đại Dương năm 2008. Bóng rổ chỉ được chơi bởi phụ nữ. Có một sân golf chín lỗ ở Fonuakula và một bãi cỏ duy nhất để chơi bowling. Bóng đá là một môn thể thao phổ biến, bằng chứng là Giải vô địch bóng đá Niue, mặc dù Đội tuyển bóng đá quốc gia Niue chỉ thi đấu hai trận. Giải Bóng bầu dục liên minh cũng là một môn thể thao phổ biến.
Niue tham gia Đại hội Thể thao Khối Thịnh vượng chung, nhưng không giống như Quần đảo Cook, Niue không phải là thành viên của Ủy ban Olympic quốc tế (IOC) và không thi đấu tại Thế vận hội Olympic. Theo quy định của IOC, việc tham gia Thế vận hội đòi hỏi phải là "một Quốc gia độc lập được cộng đồng quốc tế công nhận".